# NANA-IRO ELECTRIC TOUR
『NANA-IRO ELECTRIC TOUR』（なないろえれくとりっくつあー）はASIAN KUNG-FU GENERATIONが2000年代前半および2019年に開催した対バンツアーである。

## ツアーについて
2000年代にASIAN KUNG-FU GENERATIONが主催で行っていた対バンツアーで、ストレイテナーは毎回参加していた。ELLEGARDENは2004年の新潟、石川公演に参加しており、ELLEGARDENの「虹」は細美武士、後藤正文、ホリエアツシの3人が打ち上げを抜け出した際に見た虹に影響されて制作されるなど、3バンドにとって非常に印象深いツアーとなった。
2018年にELLEGARDENが復活した際に、夏フェスの現場で会ったフロントマン3人(細美は別バンドで出演)の間で3マンツアーの話が持ち上がり、2019年8月5日に3バンドの集合写真とともに開催が正式に発表された。

## NANA-IRO ELECTRIC TOUR 2019
『NANA-IRO ELECTRIC TOUR 2019』（なないろえれくとりっくつあー 2019）はASIAN KUNG-FU GENERATION,ELLEGARDEN,ストレイテナーのライブ映像作品である。2020年8月5日にKi/oonより、DVDおよびBlu-rayで発売された。

### 概要
2019年10月、11月にインテックス大阪、Aichi Sky Expo、横浜アリーナの3会場で開催した3マンツアー「NANA-IRO ELECTRIC TOUR 2019」より、11月1日の横浜アリーナ公演を収録。
2004年より約15年ぶりの開催となった。
初回限定盤には特典映像として打ち上げも含めた3公演のドキュメンタリー映像を収録。
ELLEGARDENのみ当日披露された楽曲のうち、「Surfrider Association」「No.13」「風の日」「Space Sonic」が未収録となっている。
ELLEGARDENのステージでは細美武士が自身の結婚を発表した(映像ではカット)。

### 収録曲

#### ELLEGARDEN
1. Fire Cracker
入場SEとして「Opening」が使用されている。
2. Salamander
3. Supernova
4. ジターバグ
5. 虹
後藤正文がボーカルで参加。
6. Make A Wish
7. スターフィッシュ

#### ストレイテナー
1. Melodic Storm
入場SEとして「STNR Rock and Roll」が使用されている。
2. 冬の太陽
3. Braver
4. REMINDER
5. 灯り
6. スパイラル
7. 吉祥寺
8. シーグラス
9. ROCKSTEADY
細美武士がボーカルで参加。

#### ASIAN KUNG-FU GENERATION
1. クロックワーク
イントロのギターがそのままSEとして使用されている。
2. 君という花
3. リライト
4. Easter / 復活祭
5. 廃墟の記憶
ホリエアツシがボーカルで参加。
6. Re:Re:
7. Standard / スタンダード
8. ボーイズ & ガールズ
アンコール
9. FADE TO BLACK
ART-SCHOOLのカバー。演奏に元ART-SCHOOLで現ストレイテナーの日向秀和、大山純、現ART-SCHOOL、MONOEYESの戸高賢史が参加。
10. 遥か彼方
ボーカルで細美武士、ホリエアツシが参加。

### 日程
| 日程               | 開場/開演   | 都道府県 | 会場                   |
| ------------------ | ----------- | -------- | ---------------------- |
| 2019年10月18日(金) | 17:00/18:30 | 大阪府   | インテックス大阪 6号館 |
| 2019年10月23日(水) | 17:00/18:30 | 愛知県   | Aichi Sky Expo ホールA |
| 2019年11月1日(金)  | 17:00/18:30 | 神奈川県 | 横浜アリーナ           |

### 各公演セットリスト

#### 2019.10.18 大阪
ストレイテナー
1. STNR Rock and Roll
2. Melodic Storm
3. DAY TO DAY
4. Braver
5. REMINDER
6. 灯り
7. スパイラル
8. 吉祥寺
9. シーグラス
10. ROCKSTEADY feat. 細美武士

ASIAN KUNG-FU GENERATION
1. 君という花
2. リライト
3. 荒野を歩け
4. 踵で愛を打ち鳴らせ
5. 廃墟の記憶 feat. ホリエアツシ
6. FADE TO BLACK [ART-SCHOOL]
7. サイレン
8. Easter / 復活祭
9. ボーイズ & ガールズ

ELLEGARDEN
1. Opening
2. Supernova
3. Pizza Man
4. 風の日
5. Fire Cracker
6. Space Sonic
7. Missing
8. 金星 feat. ホリエアツシ
9. ジターバグ
10. Salamander
11. 虹 feat. 後藤正文
12. Make A Wish
アンコール
13. スターフィッシュ

#### 2019.10.23 名古屋
ASIAN KUNG-FU GENERATION
1. クロックワーク
2. 君という花
3. リライト
4. ソラニン
5. 廃墟の記憶 feat. ホリエアツシ
6. FADE TO BLACK [ART-SCHOOL]
7. サイレン
8. Easter / 復活祭
9. ボーイズ & ガールズ

ELLEGARDEN
1. Opening
2. Fire Cracker
3. Space Sonic
4. 高架線
5. Supernova
6. Pizza Man
7. 風の日
8. Red Hot
9. ジターバグ
10. Salamander
11. Make A Wish
12. 虹 feat. 後藤正文

ストレイテナー
1. STNR Rock and Roll
2. Melodic Storm
3. 冬の太陽
4. Braver
5. REMINDER
6. 灯り
7. スパイラル
8. 吉祥寺
9. シーグラス
アンコール
10. KILLER TUNE [Natural Born Killer Tune Mix] feat. 後藤正文
11. ROCKSTEADY feat. 後藤正文, 細美武士

#### 2019.11.1 横浜
ELLEGARDEN
1. Opening
2. Surfrider Association
3. No.13
4. 風の日
5. Fire Cracker
6. Space Sonic
7. Salamander
8. Supernova
9. ジターバグ
10. 虹 feat. 後藤正文
11. Make A Wish
12. スターフィッシュ

ストレイテナー
1. STNR Rock and Roll
2. Melodic Storm
3. 冬の太陽
4. Braver
5. REMINDER
6. 灯り
7. スパイラル
8. 吉祥寺
9. シーグラス
10. ROCKSTEADY feat. 細美武士

ASIAN KUNG-FU GENERATION
1. クロックワーク
2. 君という花
3. リライト
4. Easter / 復活祭
5. 廃墟の記憶 feat. ホリエアツシ
6. Re:Re:
7. Standard / スタンダード
8. ボーイズ & ガールズ
アンコール
9. FADE TO BLACK [ART-SCHOOL] feat. 日向秀和, 大山純, 戸高賢史
10. 遥か彼方 feat. 細美武士, ホリエアツシ